# When We Were Kings
When We Were Kings (Quando Éramos Reis, em português) é um premiado documentário norte-americano de 1996, dirigido por Leon Gast sobre a famosa The Rumble in the Jungle, a épica disputa pelo título mundial dos pesos-pesados entre Muhammad Ali e George Foreman, no antigo Zaire (atual República Democrática do Congo, em 30 de outubro de 1974. Ele destaca a sagacidade e carisma de Ali, assim como sua soberba liderança durante a própria luta.

## Produção
Filmado em 1974, o documentário dirigido por Leon Gast demorou 23 anos para ser concluído. Inicialmente, When We Were Kings seria um filme financiado por um empresário africano ligado ao ditador Mobutu Sese Seko. O diretor Leon Gast foi contatado para documentar o evento no Zaire, e ele registrou cerca de 250 horas de filmagem. Entretanto, após as filmagens, Gast não encontrou o financiador do filme - mais tarde, o diretor descobriria que o empresário morrera assassinado - e não podia arcar com as despesas seguintes do processo cinematográfico, de revelação do filme e de montagem. Deste modo, o filme ficou armazenado em latas por mais de uma década. Somente na década de 1990, Gast encontrou um financiador para as etapas seguintes do projeto. Para somar-se as imagens gravadas no Zaire em 1974 e outras tantas de arquivo, o diretor entrevistou Norman Mailer (que posteriormente escreveu livro "A Luta", sobre o encontro Ali-Foreman), George Plimpton (que posteriormente biografou Ali), Spike Lee e Thomas Hauser, que descreveram suas impressões sobre o Zaire, a luta em si, e em especial, sobre Ali.

## Sinopse
O filme captura a atmosfera que envolveu o combate. Ali é mostrado falando sobre suas crenças a respeito dos africanos e afro-americanos, falando sobre a dignidade inerente dos negros africanos e suas esperanças para afro-americanos no futuro. Sua relação com o povo do Zaire é mostrada, com o amor mútuo entre Ali e o povo daquela nação, contrastado com os esforços mal-sucedidos de Foreman para construir a sua própria popularidade. Junto ao suspense em torno da luta, são exibidos o promotor Don King - foi o primeiro evento do empresário, responsável por levar a disputa para a África - e apresentações de músicos como James Brown e BB King, que simultaneamente ao evento esportivo participavam de um grandioso festival de música soul de 12 horas e três noites de duração (que seria retratado no filme "Soul Power", o "O Poder do Soul", no Brasil), no qual ainda se apresentaram Celia Cruz, Fania All-Stars, Miriam Makeba, The Crusades e The Spinners.
O filme mostra muito da luta em si, como o detalhamento, nos rounds iniciais da luta, do direto de direita de Ali, um soco raramente utilizado no boxe profissional, porque abre a guarda do boxeador que desfere este tipo de ataque rápido, e, especialmente, a famosa estratégia do "rope-a-dope" de Ali, que desgastou muito Foreman e culminou em seu nocaute no oitava round, e resultou na recuperação por Ali do título mundial dos pesos-pesados, tirado dele por sua recusa a servir o Exército dos Estados Unidos durante a Guerra no Vietnã.

## Trilha Sonora
Uma trilha sonora do documentário foi lançada em 1997. Ela destaca performances ao vivo no festival de música negra e inclui novas canções de Zelma Davis, o dueto When We Were Kings (entre Brian McKnight e Diana King) e "Rumble In The Jungle", gravação do grupo The Fugees, em colaboração com A Tribe Called Quest e Busta Rhymes.

## Premiações e reconhecimento
When We Were Kings é frequentemente descrito como um dos melhores documentários sobre boxe em todos os tempos. O filme venceu o Academy Award para Melhor documentário. Na apresentação, tanto Ali e Foreman vieram a se juntar aos realizadores do documentário para deixar claro que há muito tempo fizeram as pazes, tendo Foreman mesmo ajudado Ali a subir as escadas.
- Melhor documentário - Academy Award (Estados Unidos) - 1997
- Melhor documentário - Associação Nacional de Críticos de Filme (Estados Unidos) - 1996
- Melhor direção (Special Recognition) - Sundance Film Festival (Estados Unidos) - 1996
- Melhor documentário - New York Film Critics Circle Awards (Estados Unidos) - 1996
- Melhor documentário - Los Angeles Film Critics Association Awards (Estados Unidos) - 1996
- "Truer Than Fiction Award" - Independent Spirit Awards (Estados Unidos) - 1997
- Melhor documentário - Broadcast Film Critics Association Awards (Estados Unidos) - 1996